# Lycoriella micria
Lycoriella micria är en tvåvingeart som beskrevs av Werner Mohrig och Menzel 1990. Lycoriella micria ingår i släktet Lycoriella och familjen sorgmyggor. Arten är reproducerande i Sverige. Inga underarter finns listade i Catalogue of Life.